# Antonio Gardano
Antonio Gardano, auch genannt Antonio Gardane (* 1509; † 28. Oktober 1569 in Venedig), war ein venezianischer Komponist und einer der bedeutendsten Musikverleger Italiens des 16. Jahrhunderts.

## Leben und Werk
Gardano war Franzose, dessen Kompositionen schon vor seiner Ankunft in Venedig 1532 in Lyon bei Jacques Moderne gedruckt worden waren.
In Venedig gründete Gardano einen Musikverlag und eine Druckerei, in der er die von dem französischen Typographen Pierre Haultin (1510–1587) entwickelte Technik des Notendrucks einführte. Verheiratet war er mit einer Frau aus der venezianischen Druckerdynastie der Bindoni. Zwischen 1538 und 1569 brachte er rund 450 Publikationen, vor allem Madrigale und geistliche Musik heraus. Von den noch 388 erhaltenen Drucken sind nur zwei nicht musikalischen Inhalts.

## Nachfolger
Nach seinem Tod 1569, als seine Firma der bedeutendste italienische Musikverlag neben dem Verlag von Girolamo Scotto war, führten zunächst die Söhne Alessandro und Angelo Gardano die Firma weiter. 1575 schied Alessandro aus der Firma aus. Der Betrieb wurde von Angelo und seinen Geschwistern Matteo und Lucieta geführt und später von Gardanos Schwiegersohn Francesco Manellli (1538–1569) übernommen.
Im Verlag Gardano erschienen weit über 1000 Bände Musikalien, darunter Kompositionen vieler bedeutender Komponisten ihrer Zeit, u. a. von Arcadelt, Asola, Gabrieli, Gesualdo, Orlando di Lasso, Marenzio, Philippe de Monte, Palestrina, frühe Werke von Heinrich Schütz, Werke von Vecchi, Victoria, Giaches de Wert und Adrian Willaert.

## Drucke
- Jacques Arcadelt: Primo libro.

Eine Sammlung von Madrigalen für vier bis sechs Stimmen
- Motetti del frutto. 3 Bde. 1538–1539

Eine Sammlung geistlicher Motetten
- Salmi spezzadi. 1550.
- Intabolatura Nova di Balli. 1551.

25 Stücke, (Galliarden, Pavanes und Passamezzi) für Cembalo, Spinett oder Clavichord verschiedener, nicht genannter Komponisten
- Intabolatura de lauto di Francesco da Milano. Venedig 1546

13 Werke für Solo-Renaissancelaute